# Ivan Mazeppa
Ivan Stepanovič Mazeppa (o Mazepa) (in ucraino Іван Степанович Мазепа; Masepinzi, 20 marzo 1639 – Tighina, 22 settembre 1709) è stato un militare ucraino, atamano dello Stato cosacco (1687—1709) e duca del Sacro Romano Impero Germanico (1707—1709) che durante la grande guerra del nord si schierò a fianco degli svedesi di Carlo XII contro il Regno russo.
Le sue imprese ispirarono poeti e musicisti. Passò alla storia anche per il tentativo di dare vita ad uno stato ucraino indipendente dalla Russia.

## La prima giovinezza

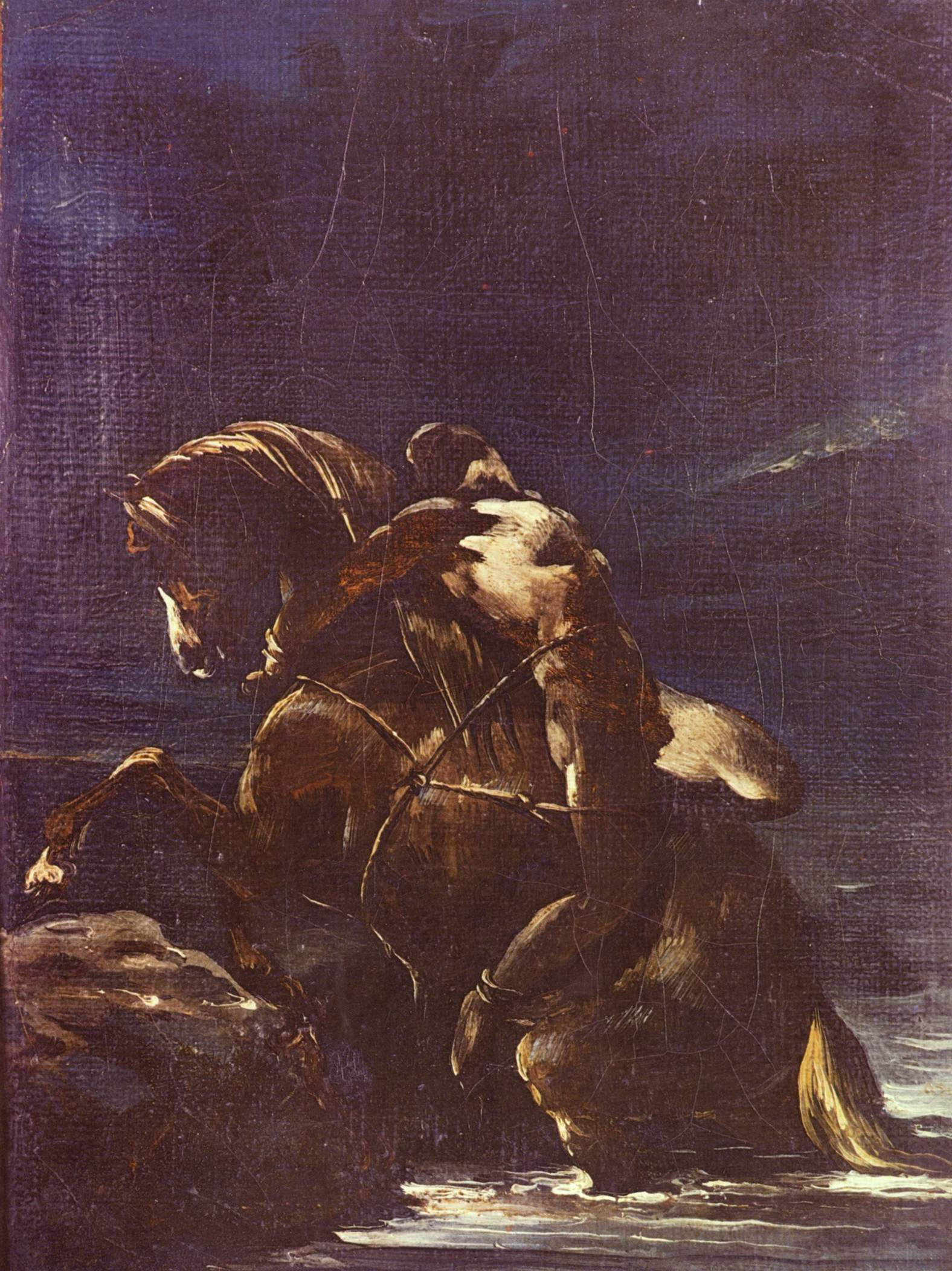
"Mazeppa" di Théodore Géricault; dipinto basato sul poema di Lord Byron

Figlio di Stepan-Adam Mazepa e Maryna Mazepa, Ivan nacque in una famiglia della piccola nobiltà in una regione ucraina ad occidente del fiume Dniepr, allora appartenente al regno polacco. Nonostante fossero di religione cristiano-ortodossa, i genitori lo mandarono a scuola dai gesuiti a Varsavia, cosicché il giovane Ivan ricevette un'educazione di tipo classico. Questo gli fruttò la posizione di paggio alla corte polacca, ove fu preso a ben volere dallo stesso re, Giovanni II Casimiro di Polonia, il quale lo mandò a studiare in Olanda. Nel corso di questo periodo visitò diversi paesi tra i quali l'Italia, la Francia e la Germania. Colto ed intelligente ma irascibile e violento, ebbe presto a scontrarsi con gli altri del suo rango, che lo dileggiavano per il suo credo ortodosso: una reazione troppo violenta ad una provocazione gli valse l'esilio nella residenza estiva della famiglia (1663). Nel 1665, a seguito della morte del padre, divenne coppiere ereditario di Černihiv. 
Qui - secondo un episodio narrato da Voltaire, reso in poesia da Byron ed immortalato da un dipinto di Géricault - fu sorpreso da un notabile del luogo a letto con la propria moglie; fu quindi fatto legare ignudo alla coda di un cavallo che fu frustato e corse via al galoppo. Recuperato piuttosto malconcio, il giovane Ivan si ristabilì ma decise di andarsene e, memore dei suoi ascendenti cosacchi, si recò presso di loro in territorio ucraino.
Grazie alla sua intelligenza e conoscenza delle lingue (parlava e scriveva il polacco, il tedesco ed il ruteno, derivazione dell'ucraino, e conosceva anche la lingua latina) divenne segretario dell'atamano Ivan Samojlovyč e dopo aver dimostrato insolite doti di oratore e diplomatico, fu inviato in missione a Costantinopoli. Sulla via della capitale turca, tuttavia, fu catturato dai cosacchi zaporoziani. Fortemente attaccati alla chiesa ortodossa e ferocemente nemici dei turchi, contro i quali erano in continuo combattimento e cui dettero sempre molto filo da torcere, essi lo portarono prigioniero a Mosca. Qui Mazeppa seppe utilizzare molto bene le sue qualità di oratore e diplomatico e convinse persino il primo ministro Artemon Metvedev e poi lo zar Alessio, che gli diede udienza, ad affidargli la difesa degli interessi russi in Ucraina.

## La carriera nell'Impero russo

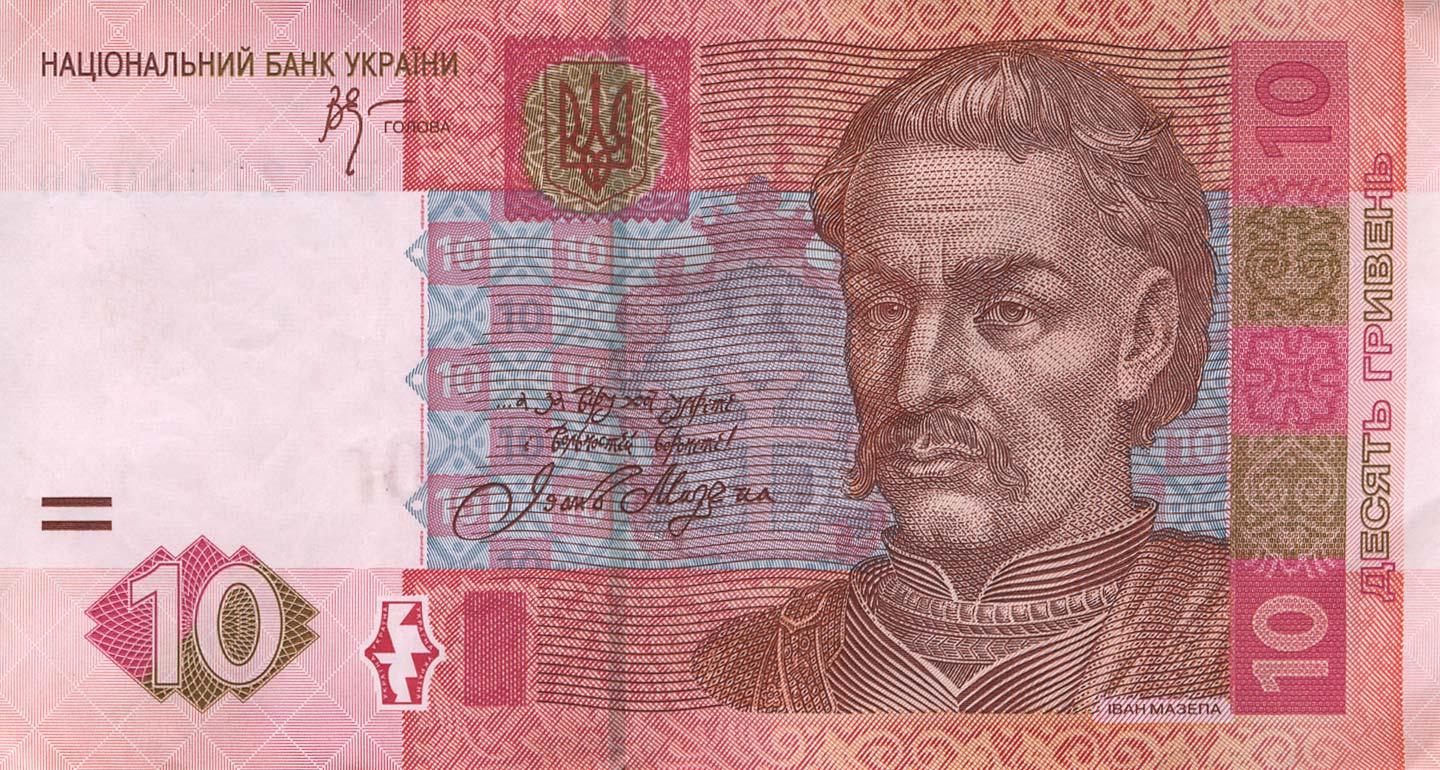
10 Hryvnia banconota con l'effigie di Ivan Mazeppa.

Nel 1669 entrò al servizio di Petro Dorošenko come comandante di uno squadrone della guardia personale dell'atamano, prendendo parte in seguito alla campagna militare del 1672 contro la Polonia in Galizia, distinguendosi inoltre in diverse missioni diplomatiche in Crimea e Turchia. Nel 1674 fu catturato dagli ottomani e rilasciato successivamente grazie ad uno scambio di prigionieri. Successivamente riuscì a guadagnarsi la fiducia dello zar  Pietro che lo insignì del titolo di cortigiano dell'altamano Samojlovyč.
Nel 1687 Samojlovyč fu accusato di non essersi impegnato nella guerra in Crimea contro i turchi, che si era risolta male per le truppe russe, e la reggente in nome dello zar, Sof'ja, dietro consiglio del principe Vasilij Vasil'evič Golicyn, del quale Ivan si era conquistato amicizia e stima, lo fece nominare atamano dei cosacchi ucraini in sostituzione dello Samojlovyč. La sua attività militare non fu molto brillante e le campagne condotte dall'amico Golicyn contro i tartari e contro i turchi furono degli insuccessi. Tuttavia Mazeppa seppe muoversi molto bene politicamente e riuscì quindi a guadagnarsi anche la stima del nuovo zar Pietro, con il quale partecipò alle spedizioni del 1695 e 1696 contro Azov, nella quale sia lui che i suoi cosacchi dettero prova di buone capacità militari. Lo zar Pietro lo insignì quindi dell'Ordine di Sant'Andrea.
Stabilitosi a Baturin, riuscì a mantenere un certo ordine fra i suoi sudditi cosacchi, ribelli e poco propensi all'obbedienza, finché scoppiò la grande guerra del nord. Egli combatté contro gli svedesi ed i sostenitori di Stanislao Leszczyński nel 1704 e nel 1705 ma dopo la pace di Altranstädt offrì segretamente a Carlo XII di Svezia supporto militare e logistico.

## Grande guerra del nord e la sua influenza sull'Ucraina
Dopo aver riportato diversi insuccessi nei primi anni di guerra, lo zar Pietro cominciò a modernizzare tutta la società (l'esercito, il governo) attuando una politica di accentramento. Questa linea politica zarista minacciava la tradizionale autonomia dell'Atamanato cosacсo,  che era stata garantita fin dall'anno 1654.

## L'Unione di Ucraina e Svezia
Una volta inteso che la politica dello zar logorava lo Stato ucraino alla sua base Ivan Mazeppa decise di sfruttare le circostanze della Grande Guerra del nord per risolvere i problemi dell'autonomia. Siccome lo zar Pietro si negò ad aiutare l'Ucraina a combattere contro i polacchi e derogò l'accordo del 1654, Ivan Mazeppa fu costretto ad abbandonare la sua devozione per lo zar Pietro I.
Dopo la pace di Altranstädt offrì segretamente a Carlo XII di Svezia supporto militare e logistico. Nel 1708, con l'avvicinarsi delle truppe svedesi, Mazeppa, che fino ad allora aveva goduto della stima dello zar, si schierò apertamente con Carlo XII e gli andò incontro con un contingente di cavalleria cosacca forte di un paio di migliaia di elementi.
Ivan Mazeppa rivolse queste parole all'esercito cosacco: "Fratelli, è venuta la nostra ora! approfittiamo di questa situazione; vendichiamoci dei moscoviti per la loro prolungata violenza, per tutte le brutalità e le ingiustizie subite; salviamo per il futuro la nostra libertà e i diritti cosacchi dal loro attentato!
Avuta certezza del tradimento, Pietro il Grande lo fece scomunicare dal Metropolita di Mosca ed inviò un esercito al comando del generale Aleksandr Danilovič Menšikov per attaccare Baturin: la città fu presa d'assalto dai moscoviti, conquistata, le fortificazioni rase al suolo, le riserve di viveri ed armi distrutte, i cosacchi ed i loro parenti sterminati.
L'arrivo di Carlo XII con le sue truppe e di Mazeppa con i cosacchi (che questi si era portati dietro) fu una delusione cocente poiché il sostegno logistico e militare che si aspettavano dalla città non era più possibile. Poco dopo Carlo XII e Mazeppa furono sconfitti a Poltava (29 giugno 1709) dalle truppe di Pietro il Grande. Mazeppa, con uno sparuto gruppo di cosacchi e qualche centinaio di soldati svedesi condusse Carlo XII verso sud, attraversando il fiume Dniepr e quindi il Bug Meridionale, sulla cui riva meridionale giunsero ai primi di settembre. Li attendeva il sultano Ahmed III (1673 – 1736).
Poco dopo Mazeppa morì di morte naturale nei pressi della fortezza di Bender, dove il contingente si era accampato.
Venne sepolto nel monastero di San Giorgio di Galati, Romania. La sua tomba venne successivamente profanata. Sebbene inizialmente lo zar avesse chiesto l'estradizione di Mazeppa, lo fece dichiarare traditore chiedendo inoltre alle chiese russe ed ucraine di apporre su di lui l'anatema.

## L'atamano Ivan Mazeppa e la cultura Ucraina
Molto importante fu il contributo dell'atamano alla cultura dell'Atamanato cosacco che nell'epoca del suo regno raggiunse il massimo splendore in tutti i settori - nell'educazione, nella scienza, nella letteratura e nell'arte.
L'atamano Mazeppa fu il grande patrocinatore delle arti in Ucraina. L'aspetto più significativo nel periodo del suo regno fu la crescita della pittura e architettura. La sua epoca è caratterizzata dalla rinascita di Kiev come centro culturale dell'Ucraina e dal nascere di uno stile architettonico, il barocco ucraino.
Mazeppa contribuì inoltre anche allo sviluppo economico dell'Ucraina, in particolar modo dell'industria e dell'istruzione.

## Ivan Mazeppa nell'arte
La vita di Mazeppa ha ispirato numerosi artisti:
- Lord Byron (1788 – 1824) gli dedicò un poema epico nel 1819
- Aleksandr Sergeevič Puškin (1799 – 1837), gli dedicò il poema Poltava (1828 – 1829)
- Victor Hugo (1802 – 1885), scrisse su di lui il poema Mazeppa, (1829)
- Faddej Bulgarin (1789 – 1859) gli dedicò nel 1834 il romanzo Ivan Mazepa
- Rudolf Gottschall (1823 – 1909) scrisse su di lui nel 1859 la tragedia Mazeppa
- Juliusz Słowacki (1809 – 1849), gli dedicò il dramma Mazepa (1840)
- Franz Liszt (1811 – 1886), gli dedicò nel (1851) il poema sinfonico Mazeppa, nonché il quarto dei suoi 12 Studi d'esecuzione trascendentale
- Pëtr Il'ič Čajkovskij (1840 – 1893), musicò il testo di Pushkin scrivendo l'opera Mazeppa (1881–1883)
- Michael William Balfe (1808 – 1870) gli dedicò la cantata The Page (1861)
- Horace Vernet (1789 – 1863), gli dedicò due dipinti: Mazeppa (1820) e Mazeppa e i lupi (1826)
- Théodore Géricault dipinse Mazeppa (1820)
- Eugène Delacroix gli dedicò il dipinto Mazeppa (1824)
- Louis Boulanger realizzò Il sacrificio di Mazeppa (1827)
- Achille de Lauzières, Mazeppa, dramma lirico in quattro parti, musica di Fabio Campana, Bologna, Teatro Comunale (1850).
- Théodore Chassériau dipinse Mazeppa (1851)
- Gustaf Cederstrom dipinse Carlo XII di Svezia e Ivan Mazeppa dopo la battaglia di Poltava (1880)
- Roman Turovsky-Savchuk gli dedicò un tombeau (2017)[8]